# یلنا شوایبوویچ

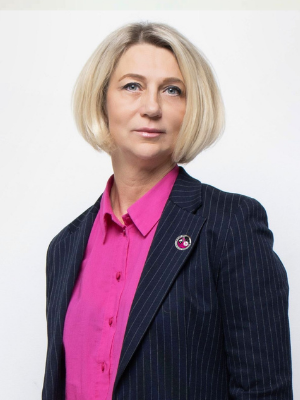
یلنا شوایبوویچ در سال ۲۰۲۲

یلنا شوایبوویچ (بلاروسی: Алена Швайбовіч؛ زادهٔ ۳ فوریهٔ ۱۹۶۶) بازیکن بسکتبال اهل شوروی-بلاروس بود.